# Statuenmenhir von Salverguettes

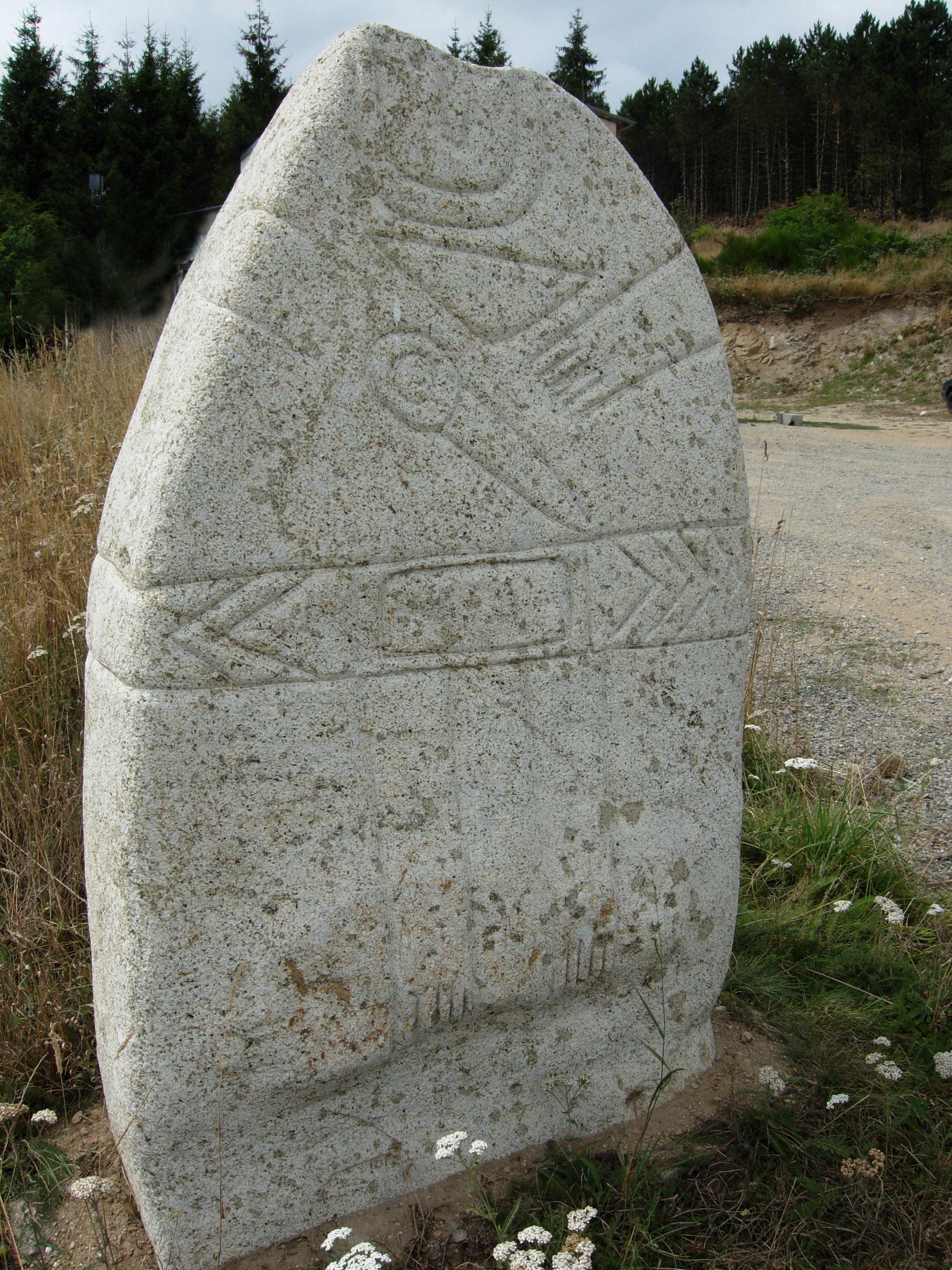
Statuenmenhir de Salverguettes

Der 1,47 m hohe weiße Statuenmenhir von Salverguettes steht als Replik im Weiler Salverguettes in der Gemeinde Cambon-et-Salvergues bei Lodève im Département Hérault in Frankreich. Das Original des stelenartig geformten und oben abgerundeten Statuenmenhirs aus dem 3. oder 2. Jahrtausend v. Chr. steht im Musée de Préhistoire Régionale von Saint-Pons-de-Thomières.
Das Gesicht, die Arme, der Dolch und der breite Gürtel des als männliche Figur (Krieger ?) gestalteten Steins sind als Relief hineingekratzt und  insgesamt gut erkennbar. Schlechter erkennbare, herabhängende Streifen enden in Fransen; sie könnten auch als Beine und Füße der Figur gedeutet werden.